# Eibar
Eibar è un comune spagnolo di 27 811 abitanti nella provincia basca di Gipuzkoa. Si estende su una superficie di 24,78 km².

## Etimologia
La città venne istituita da Alfonso XI di Castiglia nel 1346 col nome di Villanueva de Sant Andrés, al quale venne in seguito aggiunto il suffisso de Heybar, mentre in vari documenti del 1493 appare anche la grafia Ehibar. Lo storico Gregorio de Múgica sottolinea che all'epoca non esisteva una grafia standardizzata del toponimo, e sono attestate anche altre forme come Heibar, Eybar e Heivar. 
Attualmente, l'unica grafia ufficiale del nome è quella basca (Eibar), anche se la grafia castigliana consigliata dalla Real Academia Española è Éibar.
Il nome viene dal basco ibar ("fiume"), ma non si ha certezza sulla parola di origine del prefisso "e-". Un'interpretazione molto diffusa ma non confermata sotiene che derivi da Ego ibar, lett. "valle dell'Ego", un fiume presente nel territorio cittadino. Altre ipotesi sono hego ("cima") o eho ("macinare", in riferimento ai numerosi mulini che esistevano nella valle).

## Storia
I ritrovamenti preistorici attestano la presenza umana nell'area già nel Neolitico, intorno al III millennio AC. Quando i romani arrivarono in queste terre riportarono la presenza dei Caristi, una delle popolazioni della Spagna preromana. I romani integrarono l'area della valle del fiume Deba nella Giurisdizione di Clunia. Successivamente essa venne a far parte del Regno di Navarra, sotto il quale si formò un primo centro, intorno alle attività della chiesa e monastero di San Andrés (San Andresko elizate o anteiglesia de San Andrés).
Le prime notizie che riguardano Eibar risalgono al 1193, in riferimento a una delle importanti famiglie locali. Nel 1267 si riporta la cessione del patrimonio della parrocchia ai señores di Olaso, della vicina Elgoibar, da parte del re Alfonso X di Castiglia.
Il 5 febbraio 1346 il re Alfonso XI di Castiglia concede i privilegi di villa alla anteiglesia de San Andrés. La nuova città riceve il nome di Villanueva de San Andrés de Heybar. In essa, come in altri centri vicini, esistevano attività basate sulla lavorazione del ferro e sulla fabbricazione di armi.
Nel XIX secolo ebbe luogo l'industrializzazione dei processi produttivi, accompaganta da un mutamento sociale. Alla fine del secolo e nella prima metà del successivo, le idee del movimento operaio internazionale e le idee socialiste irrompono nella società della città, che il 6 de agosto del 1897 vive il suo primo sciopero. In seguitò la città diventerà un punto di riferimento nel panorama del socialismo spagnolo. Ciò culminò, il 14 aprile 1931, con la proclamazione della Seconda repubblica spagnola, che la città di Eibar proclamò per prima.
La ferrovia arrivò ad Eibar nel 1887, con l'inaugurazione della stazione di sosta di Málzaga, che fece della città un importante crocevia. Alcuni anni dopo, nel 1909, si inaugurò la stazione ferroviaria di Eibar.
Con la Guerra civile spagnola, Eibar fu dichiarata «región devastada», data la sua integrale distruzione. La ricostruzione portò a uno sviluppo industriale importante e ad un aumento della popolazione, che arrivò in pochi anni a superare i 40 000 abitanti.
Lo sviluppo industriale e urbano si realizzò nel contesto di una orografia complicata, all'interno di una valle, quella del fiume Ego, molto stretta. Ciò provocò uno sviluppo verticale degli edifici residenziali, e la loro vicinanza con gli stabilimenti produttivi, tanto che perfino l'accesso ad alcuni di essi diventò complicato. La questione fu affrontata con l'installazione di mezzi di trasporto meccanici, come scale mobili e ascensori.
Le difficoltà insite nell'ampliamento delle installazioni industriali fece sì che alcune imprese si trasferissero in altri luoghi, principalmente i dintorni di Durango e la provincia di Álava. A questo si aggiunse la crisi industriale che cominciò nel 1973 e colpì pesantemente l'infrastruttura industriale di Eibar.
All'inizio del XXI secolo, dopo aver perso quasi la metà della sua popolazione, la città comincia un lento recupero, incentrato sulle attività dell'industria e dei servizi.

## Società

### Evoluzione demografica
Abitanti censiti

### Lingue e dialetti
Il dialetto basco locale appartiene alla variante biscaglina. Nel 2021 il 53,5% della popolazione era euskaldun ("basconfona").

## Amministrazione
Dalla Transizione spagnola ad oggi, le persone che hanno ricoperto la carica di sindaco (in basco alkatea, in spagnolo alcalde) sono state le sueguenti:
| Periodo | Periodo   | Primo cittadino             | Partito                                                        | Carica  | Note |
| ------- | --------- | --------------------------- | -------------------------------------------------------------- | ------- | ---- |
| 1979    | 1983      | Mikel Larrañaga Mandiola    | Partito Nazionalista Basco (EAJ-PNV)                           | Sindaco |      |
| 1983    | 1987      | Jesus Maria Agirre          | EAJ-PNV                                                        | Sindaco |      |
| 1987    | 1991      | Aurora Baskaran Martinez    | Partito Socialista dei Paesi Baschi (PSE)                      | Sindaca |      |
| 1991    | 1993      | Aurora Baskaran Martinez    | Partito Socialista dei Paesi Baschi-Euskadiko Ezkerra (PSE-EE) | Sindaca |      |
| 1993    | 1995      | Iñaki Arriola Lopez         | PSE-EE                                                         | Sindaco |      |
| 1995    | 1999      | Iñaki Arriola Lopez         | PSE-EE                                                         | Sindaco |      |
| 1999    | 2003      | Iñaki Arriola Lopez         | PSE-EE                                                         | Sindaco |      |
| 2003    | 2007      | Iñaki Arriola Lopez         | PSE-EE                                                         | Sindaco |      |
| 2007    | 2008      | Iñaki Arriola Lopez         | PSE-EE                                                         | Sindaco |      |
| 2008    | 2011      | Miguel de los Toyos Nazabal | PSE-EE                                                         | Sindaco |      |
| 2011    | 2015      | Miguel de los Toyos Nazabal | PSE-EE                                                         | Sindaco |      |
| 2015    | 2019      | Miguel de los Toyos Nazabal | PSE-EE                                                         | Sindaco |      |
| 2019    | 2021      | Miguel de los Toyos Nazabal | PSE-EE                                                         | Sindaco |      |
| 2021    | 2023      | Jon Iraola Iriondo          | PSE-EE                                                         | Sindaco |      |
| 2023    | in carica | Jon Iraola Iriondo          | PSE-EE                                                         | Sindaco |      |

## Gemellaggi
Spagna:
- Murcia, Yecla
- Galizia, Vilariño de Baños de Molgas

 Serbia, Užice

## Sport
La principale squadra calcistica della città è la Sociedad Deportiva Eibar, fondata nel 1940, che nel 2014 ha partecipato per la prima volta al campionato spagnolo di prima divisione.